# Amata consequa
Amata consequa là một loài bướm đêm thuộc phân họ Arctiinae, họ Erebidae.